# Jacket Full of Danger
Jacket Full of Danger è il quarto album in studio del cantautore statunitense Adam Green, pubblicato nel 2006.

## Tracce
1. Pay the Toll – 2:15
2. Hollywood Bowl – 1:33
3. Vultures – 2:02
4. Novotel – 1:39
5. Party Line – 2:17
6. Hey Dude – 1:39
7. Nat King Cole – 2:32
8. C Birds – 2:04
9. Animal Dreams – 1:48
10. Cast a Shadow – 1:57
11. Drugs – 2:03
12. Jolly Good – 2:01
13. Watching Old Movies – 2:00
14. White Women – 2:59
15. Hairy Women – 1:33